# Epthianura crocea
Eptianuro-amarelo ou pica-mel-amarelo (Epthianura crocea) é uma espécie de ave da família Meliphagidae.
É endémica da Austrália.